# 대구금포초등학교
대구금포초등학교는 대한민국 대구광역시 달성군 논공읍에 있는 공립 초등학교이다.

## 학교 연혁
- 1935-04-01 논공공립보통학교 부설 간이학교 인가
- 1943-04-01 금포국민학교 개교
- 1961-09-29 현 위치 신축 이전
- 1968-03-01 노이분교장 인가(1990-03-01 폐지)
- 1981-03-01 병설유치원 개원
- 1995-03-01 대구광역시교육청 소속으로 변경
- 1996-03-01 대구금포초등학교로 교명 변경
- 1996-10-11 교육부지정 주5일 수업제 시범 운영 (95-03-01~97-02-28)
- 2000-11-08 대구광역시교육청 지정 학습부진아 시범학교 운영(00-03-01~01-02-28)
- 2004-10-27 대구광역시교육청 지정 학습부진아 시범학교 운영(03-03-01~05-02-28)
- 2006-02-22 조리실 1칸 증축
- 2006-03-30 운동장 야외벤치 조성
- 2009-03-01 11학급 편성(일반 10, 특수 1), 병설유치원 1학급(종일반 운영)
- 2009-12-17 영어체험교실 개관
- 2010-03-01 10학급 편성(일반 9, 특수 1)
- 2011-03-01 9학급 편성(일반 8, 특수1)
- 2012-03-01 8학급 편성(일반 7, 특수1)
- 2013-03-01 7학급 편성(일반 6, 특수 1) 농어촌전원학교 지정
- 2014-03-01 7학급 편성(일반6, 특수1)
- 2015-03-01 6학급 편성